# Коммунистическая партия Германии (Красный рассвет)
Коммунистическая партия Германии (Красный рассвет) (нем. Kommunistische Partei Deutschlands (Roter Morgen)) — коммунистическая, марксистско-ленинская («антиревизионистская») политическая партия в Германии, созданная в 1986 году как откол от Коммунистической партии Германии. Известна по названию своего печатного органа «Roter Morgen».
КПГ(КР) была основана в 1986 году меньшинством Коммунистической партии Германии (ранее известной как Коммунистическая партия Германии / марксисты-ленинцы), выступившим против слияния партии с троцкистской Группой интернациональных марксистов, рассматривая это как предательство своей идеологии.
В декабре 2011 года организация заявила, что прекращает именовать себя партией ввиду слабости и малочисленности своей организации. Они взяли название КПГ - Группа построения (нем. KPD - Aufbaugruppe).
Партия издавала ежемесячную газету Roter Morgen.
Участвовала в работе ходжаистской Международной конференции марксистско-ленинских партий и организаций, однако в 2008 году была исключена.

## Раскол
На Х съезде КПГ в 2001 произошёл раскол, когда из партии был исключен многолетний председатель ЦК Дитард Мёллер (Diethard Möller). В феврале 2003 противники линии ЦК создали Организацию за создание Коммунистической рабочей партии (Organisation für den Aufbau einer kommunistischen Arbeiterpartei), органом которой стала газета «Arbeit Zukunft». Ещё одной организацией, возникшей из этого раскола в декабре 2002 года, стала группа «Красный октябрь» («Roter Oktober»), от которой, в свою очередь, в марте 2008 года откололась Группа научного социализма (Gruppe Wissenschaftlichen Sozialismus). В 2009 году стало известно о самороспуске «Красного октября» .